# Microsoft DNS
Microsoft DNS es el nombre dado a la aplicación del sistema de nombres de dominio los servicios prestados en los sistemas operativos Microsoft Windows.

## Descripción general
El Sistema de Nombres de Dominio de apoyo en Microsoft Windows NT y, por ende, sus derivados Windows 2000, Windows XP y Windows Server 2003, se compone de dos clientes y un servidor. Microsoft Windows Cada máquina tiene una búsqueda DNS cliente, para realizar búsquedas DNS ordinaria. Algunas máquinas tienen un cliente de DNS dinámico, para llevar a cabo actualización de DNS dinámico transacciones, el registro de las máquinas "nombres y direcciones IP. Algunas máquinas de correr un servidor DNS, DNS de publicar los datos, el servicio de búsqueda de DNS solicitudes de búsqueda DNS clientes, y para el servicio de actualización de DNS las solicitudes de actualización de DNS clientes.
El software de servidor sólo es suministrado con el servidor de las versiones de Windows.
- Datos: Q6840107